# Fischer卡宾
Fischer卡宾是二价的有机金属配合物卡宾。Fischer卡宾的中心碳原子将其 sp2杂化轨道上的电子提供给中心金属的d轨道中，而中心金属以反馈键的方式将一对电子提供给碳原子上空的π轨道中。Fischer卡宾的中心金属的π反馈键通常较弱，金属价态较低，因此总体上Fischer卡宾是亲电性的。
Fischer卡宾的命名来源于恩斯特·奥托·菲舍尔。

## 结构
Fischer卡宾是一种单线态卡宾，卡宾上取代基的孤对电子离域提高了碳pz轨道的能量，从而使得卡宾的两个电子保持成对。卡宾和中心金属的成键包括一个强的sp2提供给金属d轨道的σ键，和从中心金属处接受至pz轨道的弱π键。
由于这种成键方式，Fischer卡宾通常有以下特征：
1、低价态的中心金属
2、中心金属通常为ⅥB族到VIII族的过渡金属
3、能够接受π电子的配体
4、卡宾碳上常见有连接着的供电子基团，如烷氧基或烷基化氨基等

## 制备
Fischer卡宾的最常见合成方法是金属羰基化合物与烃基锂反应，生成酰基金属羰基配合物。此过程中得到的近似烯醇锂的结构高度稳定，因此需要用高亲电性的烷基化试剂（如Meerwein盐）。以碘甲烷作烷基化试剂可以通过相转移体系完成。此种方式合成的Fischer卡宾为电中性卡宾。锂可以以四烷基铵离子代替，以得到活性更强的烯醇。得到的中性四烷基铵盐可以酰化得到具有高亲电性的酰基配合物，可通过与醇发生亲核取代得到Fischer卡宾，此种方式合成的Fischer卡宾为阳离子卡宾。
通过羰基金属阴离子和甲酰胺可以制备含α-氢的的Fischer卡宾，需要加入过量的TMSCl。

### 去氢
使用合适的提氢试剂，如三苯甲基阳离子试剂，金属配合物烷基配体上的氢能被夺走并得到Fischer卡宾。

### 脱羰
来自西班牙的研究报告指出，Fischer卡宾能够通过重氮化合物衍生的金属卡宾中脱羰得到。

## 相关反应

### 类羰特性
Fischer卡宾是亲电性的，经常表现出和羰基化合物相似的反应性。许多反应可以以羧基等价结构来理解，如酯交换反应、Michael加成和羟醛缩合。如图Cr(CO)5部分是一个强吸电子基团，使卡宾α-H有酸性。有甲基侧链的甲氧基铬卡宾在乙腈水溶液中的pKa为12.5（体积比1:1）。 作为参考，乙酸甲酯的pKa为25.6，证明Cr(CO)5有较强的吸电子能力。

### Diels-Alder反应
Fischer卡宾的亲电性也能体现在许多反应中。例如，丙烯酸甲酯和异戊二烯的Diels-Alder反应在室温下需要7天完成，且对/间位的选择性低。但是，对应的Fischer卡宾反应在室温下3小时即可完成，并且有更高的对位选择性。

### Michael加成
乌洛托品是一种弱的亲核试剂，能够参与到炔基Fischer卡宾的Michael加成反应中，得到一种有趣的双重加合产物。

### 烷基化
通过Fischer卡宾的去质子化获得的类烯醇结构可以烷基化。然而，因为碳负离子高度稳定，所以需要活性的烷基化试剂，例如氟磺酸甲酯或溴乙酸甲酯。

### 羟醛缩合
相比羰基而言，Fischer卡宾的羟醛缩合反应可以通过使用更弱的碱来发生，如三乙胺。 

### 脱去金属
Fischer卡宾能够使用温和的氧化剂，如硝酸铈铵，脱去金属得到对应的羰基化合物。
如果Fischer卡宾的侧链上有α-H，他可以与弱碱发生反应，如吡啶。这可以得到氢化铬类物质，经还原消除后得到顺式烯醇醚。

### Dötz反应
含烯基侧链的Fischer卡宾与炔烃反应，能得到苯酚结构，酚基碳来源于CO配体，其上α,β-不饱和部分可能来自富电子芳环体系，最终得到多环芳香结构。该反应首先由Karl Heinz Dötz发现，并由他的小组和William D. Wulff推广发展，因此得名。
Dötz反应中的半夹心配合物可以脱去金属得到对应的芳基产物，他可以通过进一步的亲核加成合成高度取代的芳环产物。
Dötz反应已被用作许多天然产物合成的关键步骤，下图是该反应的应用展示。 

### 半Dötz反应
某些环境中,如果试剂的反应性不足或Dötz反应机理发生的条件不满足时,Dötz反应产物会被中断,得到以烯酮中间体为主的产物。例如，如果炔烃上的取代基太大，可能会得到环丁烯结构。
如果炔酮结构两侧的取代基R和R’空间体积不大时，产物可能以8电子π环化的构象为主，如所示得到稠合双环内酯结构。  
炔烃反应物侧链上的烯烃或亲核部分可以分别通过[2+2]环加成或亲核加成来捕获生成的烯酮。该反应被用于合成广谱的抗霉素，如Blastmycinone(一种三取代内酯)及Antimycinone。
有α-H的Fischer卡宾可以通过类似于葆森–侃德反应得到环戊烯酮结构。
如果Fischer卡宾中含有不共轭的烯烃结构，则可以得到环丙烷化的桥烃，该反应被用于天名精内酯酮的合成中。

### 光化学性质
Fischer卡宾的UV-Vis光谱在近紫外区显示出金属到配体的电荷转移带。一方面，电子从金属轨道激发至配体轨道能够让卡宾碳更富电子化。另一方面，由于金属的羰基配体而已经缺电子的中心金属变得更加缺电子，促进了CO配体的迁移插入。这种迁移插入得到了铬环丙酮，铬化的乙烯酮共振形式。由于有着烯酮的反应性，该物质可以被亲核试剂（如醇或胺）所捕获，或者与烯烃、亚胺或醛发生[2+2]环加成反应，得到对应的环丁烷、β-内酰胺和β-内酯加合物。